# 虫拳

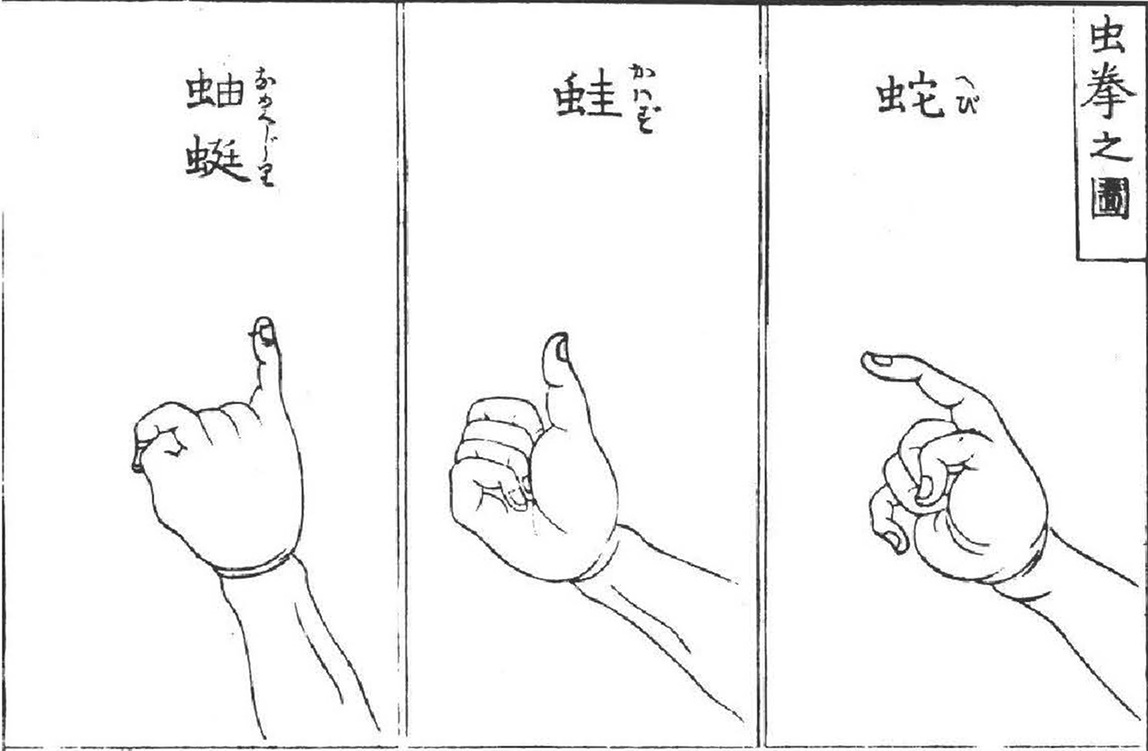
虫拳 『拳会角力図会』 1809年

虫拳（むしけん）は、ヘビ（蛇）・カエル（蛙）・ナメクジ（蛞蝓）の三すくみにより勝敗を決める拳遊び。平安時代の文献にも出てくることから、日本の拳遊びで一番古いものであると思われる。
人差し指がヘビ、親指がカエル、小指がナメクジを現す。ヘビはカエルに勝ち、カエルはナメクジに勝ち、ナメクジはヘビに勝つ。その他、遊び方はじゃんけんに同じ。
じゃんけんの普及に伴い、現在では廃れた。その後はあまり知られなくなったが、1977年頃に日本テレビ系で放送されたゲーム番組『オールスター親子で勝負!』のワンコーナーで、「親子トリプルマッチ」として放送されたことがあった。